# Johan Frederik Steffensen
Johan Frederik Steffensen (28 février 1873 à Copenhague - 20 décembre 1961) est un mathématicien, statisticien et actuaire danois qui a effectué des recherches dans les domaines du calcul des différences finies et de l'interpolation. Il a été professeur de science actuarielle à l'Université de Copenhague de 1923 à 1943. L'inégalité de Steffensen et la méthode de Steffensen (une méthode numérique itérative) portent son nom. 

## Publications
- Factorial moments and discontinuous frequency-functions, Uppsala, Almqvist & Wiksells Boktryckeri-A.B, 1923
- Interpolation, London, Williams & Wilkins, 1927 (lire en ligne) [1]